# Игра рукой в футболе
Игра рукой — нарушение правил футбола, которое наказывается штрафным ударом или пенальти. Правилами наказывается только умышленная игра рукой, поэтому трактовка каждого эпизода является предметом постоянного спора болельщиков и специалистов.

## Критерии
Для определения умышленной игры рукой судейские комитеты ФИФА и УЕФА выработали ряд критериев, на которые должен обращать внимание судья:
1. Положение рук (естественное или нет). Как правило, естественным положением считается рука в нижней части туловища параллельно корпусу футболиста — «от четырёх до семи часов по циферблату».
2. Расстояние от мяча до руки при ударе и скорость полета мяча.
3. Направление движения рук — убирал игрок руки или наоборот тянул их к мячу.
4. Являлась ли рука средством защиты здоровья футболиста. Например, если игрок инстинктивно закрывал рукой лицо от удара.
5. Возможность убрать руку от мяча. Например, если игрок облокотился на руку в подкате и после этого атакующий футболист ударил мячом в неё.
6. Видел ли игрок мяч

В упрощённом виде все критерии можно свести к одному: мог ли игрок избежать контакта руки с мячом.
Вопреки распространенному суждению, на решение судьи не влияют следующие факторы:
1. Куда летел мяч. Неважно, мяч шёл в пустые ворота, прерывал потенциально голевой пас или летел в аут. Наказывается только умышленная игра рукой, направление полета мяча не имеет значения.
2. Была ли прижата рука к туловищу. Даже если рука не прижата к телу, касание может быть неумышленным — например, если игрок находился спиной к бьющему и не мог предугадать удар.

## Изменения в правилах
В июне 2019 года в правила были внесены изменения. В частности,  судьи обязаны отменить любой мяч, забитый рукой, будь то умышленная игра рукой или непредумышленная.

## Известные случаи
Преснель Кимпембе блокирует рукой удар Диогу Дало в ответном матче 1/8 Лиги Чемпионов 2018/2019 ПСЖ—Манчестер Юнайтед. Защитник находился в 10 метрах от бьющего и мог избежать контакта, однако, он выпрыгнул по направлению удара, широко расставив руки и тем самым увеличил площадь тела. Судья Дамир Скомина верно разобрался в эпизоде и назначил пенальти, благодаря которому МЮ прошел в следующую стадию.
Жерар Пике играет рукой в матче 1/8 Чемпионата мира 2018 года Россия—Испания. Мяч летел прямым ударом с углового — Пике видел момент подачи и мог выпрыгнуть другим способом, чтобы избежать попадания мяча в руку. Положение руки также является неестественным. Судья Бьорн Куйперс верно определил нарушение и назначил 11-метровый, который позволил россиянам сравнять счет и довести матч до победной серии пенальти.
Бастиан Швайнштайгер играет рукой в матче 1/2 Чемпионата Европы 2016 года Франция—Германия. Мяч попал в руку после удара головой с близкого расстояния, однако, рука Швайнштайгера находилась в неестественном положении — ситуацию можно интерпретировать так, что капитан немцев выпрыгнул с поднятыми руками, чтобы получить преимущество в верховой борьбе. Он мог избежать касания, если бы выпрыгнул другим образом. Никола Риццоли принял решение назначить пенальти. По итогам Евро-2016, УЕФА признала его лучшим судьёй турнира
Гжегож Крыховяк  в матче 20-го тура чемпионата России Локомотив—Краснодар бьёт по воротам и мяч попадает в правую руку Шарля Каборе, которая находится в естественном положении параллельно корпусу. Удар наносился с близкого расстояния, убрать руку можно было только обладая невероятной реакцией. При этом, Каборе не делал движения рукой к мячу. Его действия нельзя интерпретировать как умышленную игру рукой. Таким образом, пенальти назначен ошибочно, что подтвердил глава Департамента судейства РПЛ Александр Егоров.